# Graberje Ivaničko
Graberje Ivaničko is een plaats in de gemeente Ivanić-Grad in de Kroatische provincie Zagreb. De plaats telt 618 inwoners (2001).